# ハンス・コンラート・ボドマー
ハンス・コンラート・ボドマー（Hans Conrad Bodmer 1891年12月16日 - 1956年5月28日）は、スイスの医師、自筆譜蒐集家。
ボドマーは早い時期からルートヴィヒ・ヴァン・ベートーヴェンの自筆譜並びにその他遺品の蒐集を開始した。音楽学者のマックス・ウンガーらも彼に助言を与えた。
ボドマーは彼自身の知人でもあったシュテファン・ツヴァイクや、20世紀でも指折りの蒐集家である銀行家のジョン・モルガンに比肩しうる存在である。ベートーヴェンが所有していた物品から数点の家具などを含む彼の価値あるコレクションは、ベートーヴェン・ハウスへと遺贈されている。
ヘルマン・ヘッセの友人かつパトロンでもあり、モンタニョーラに家を建ててヘッセとその妻が自由に使えるよう取り計らった。
弟は書籍の蒐集家であったマルティン・ボドマーである。